# Cleveland (Manitowoc County)
Cleveland ist eine Gemeinde (mit dem Status „Village“) im Manitowoc County im US-amerikanischen Bundesstaat Wisconsin. Im Jahr 2010 hatte Cleveland 1485 Einwohner.

## Geografie
Cleveland liegt im Osten Wisconsins am Westufer des Michigansees. Die geografischen Koordinaten von Cleveland sind 43°54′54″ nördlicher Breite und 87°44′50″ westlicher Länge. Das Gemeindegebiet erstreckt sich über eine Fläche von 5,41 km². 
Nachbarorte von Cleveland sind Manitowoc (22,9 km nordnordöstlich), St. Nazianz (24,6 km nordwestlich), Kiel (25,8 km westlich), Howards Grove (14,6 km südwestlich) und Sheboygan (21,3 km südlich).
Die nächstgelegenen größeren Städte sind Green Bay am Michigansee (86,9 km nördlich), Wisconsins größte Stadt Milwaukee (109 km südlich), Chicago in Illinois (255 km in der gleichen Richtung), Wisconsins Hauptstadt Madison (199 km südwestlich) und Appleton (86,7 km nordwestlich).

## Verkehr
Die Interstate 43 verläuft entlang des westlichen Ortsrandes. Alle weiteren Straßen sind untergeordnete Landstraßen, teils unbefestigte Fahrwege sowie innerörtliche Verbindungsstraßen.
Durch Cleveland verläuft in Nord-Süd-Richtung eine Eisenbahnlinie für den Frachtverkehr der Canadian National Railway (CN).
Die nächsten Flughäfen sind der Outagamie County Regional Airport bei Appleton (97,8 km nordwestlich), der Austin Straubel International Airport in Green Bay (101 km nordnordwestlich) und der Milwaukee Mitchell International Airport in Milwaukee (120 km südlich).

## Bevölkerung
Nach der Volkszählung im Jahr 2010 lebten in Cleveland 1485 Menschen in 587 Haushalten. Die Bevölkerungsdichte betrug 274,5 Einwohner pro Quadratkilometer. In den 587 Haushalten lebten statistisch je 2,53 Personen. 
Ethnisch betrachtet setzte sich die Bevölkerung zusammen aus 94,4 Prozent Weißen, 0,3 Prozent Afroamerikanern, 0,5 Prozent amerikanischen Ureinwohnern, 0,7 Prozent Asiaten sowie 3,2 Prozent aus anderen ethnischen Gruppen; 0,8 Prozent stammten von zwei oder mehr Ethnien ab. Unabhängig von der ethnischen Zugehörigkeit waren 8,7 Prozent der Bevölkerung spanischer oder lateinamerikanischer Abstammung. 
25,9 Prozent der Bevölkerung waren unter 18 Jahre alt, 61,2 Prozent waren zwischen 18 und 64 und 12,9 Prozent waren 65 Jahre oder älter. 48,7 Prozent der Bevölkerung waren weiblich.
Das mittlere jährliche Einkommen eines Haushalts lag bei 38.060 USD. Das Pro-Kopf-Einkommen betrug 20.093 USD. 18,3 Prozent der Einwohner lebten unterhalb der Armutsgrenze.